# Свадьба (фильм, 2016)
«Свадьба» (фр. Noces) — драматический фильм 2016 года совместного производства Бельгии, Франции, Люксембурга и Пакистана, поставленный режиссёром Стефаном Стрекером. Лента была номинирована в восьми категориях на соискание бельгийской национальной кинопремии «Магритт» за 2017 год и получила три награды, включая премию за лучший фильм.

## Сюжет
Захира, 18-летняя бельгийка пакистанского происхождения, поддерживала близкие отношения со своей семьёй до тех пор, пока родители не решили насильно выдать её замуж по пакистанскому обычаю. Разрываясь между семейными традициями и западным образом жизни и чаяниями свободы, девушка обращается за помощью к своему брату и доверенному лицу Амиру. Несмотря на, казалось бы, хорошие отношения между братом и сестрой, в финале картины Амир убивает Захиру по мотивам «чести».

## В ролях
- Лина Эль Араби[англ.] — Захира Казим
- Себастьен Убани[фр.] — Амир Казим, брат Захиры
- Бабак Карими[англ.] — Мансур Казим, отец Захиры
- Нина Кулькарни[англ.] — Елда Казим, мать Захиры
- Аврора Марион[англ.] — Хина Казим, сестра Захиры
- Оливье Гурме — Андре, отец Авроры
- Алис де Ланксен[англ.] — Аврора, лучшая подруга Захиры
- Закари Шассерьо[фр.] — Пьер, возлюбленный Захиры
- Хармандип Пальминдер[англ.] — Аднан, жених Захиры
- Шандор Фунтек[англ.] — Франк, парень Авроры

## Награды и номинации
| Год  | Фестиваль / Премия          | Награда / Категория               | Номинанты                      | Результат | Прим. |
| ---- | --------------------------- | --------------------------------- | ------------------------------ | --------- | ----- |
| 2017 | Стамбульский кинофестиваль  | Кинопремия Совета Европы FACE     | «Свадьба»                      | Номинация | [ 2 ] |
| 2017 | Роттердамский кинофестиваль | Премия MovieZone                  | «Свадьба»                      | Номинация | [ 3 ] |
| 2018 | Премия «Магритт»            | Лучший фильм                      | «Свадьба»                      | Номинация | [ 4 ] |
| 2018 | Премия «Магритт»            | Лучший режиссёр                   | Стефан Стрекер                 | Номинация | [ 4 ] |
| 2018 | Премия «Магритт»            | Лучший сценарий                   | Стефан Стрекер                 | Номинация | [ 4 ] |
| 2018 | Премия «Магритт»            | Лучшая актриса второго плана      | Аврора Марион                  | Победа    | [ 4 ] |
| 2018 | Премия «Магритт»            | Лучшие декорации                  | Катрин Косм                    | Номинация | [ 4 ] |
| 2018 | Премия «Магритт»            | Лучший дизайн костюмов            | Софи ван ден Кейбус            | Победа    | [ 4 ] |
| 2018 | Премия «Магритт»            | Лучший звук                       | Оливье Ронваль Мишель Шиллингс | Номинация | [ 4 ] |
| 2018 | Премия «Магритт»            | Лучший монтаж                     | Жером Гийо                     | Номинация | [ 4 ] |
| 2018 | Премия «Люмьер»             | Лучший фильм на французском языке | «Свадьба»                      | Номинация | [ 5 ] |
| 2018 | Премия «Сезар»              | Лучший иностранный фильм          | «Свадьба»                      | Номинация | [ 6 ] |